# 麻栗坡鹅掌柴
麻栗坡鹅掌柴（学名：Schefflera marlipoensis）为五加科鹅掌柴属的植物，是中国的特有植物。分布在中国大陆的云南等地，生长于海拔1,000米的地区，多生长于密林中，目前尚未由人工引种栽培。